# Dorsum Scilla
Il Dorsum Scilla è una catena di creste lunari intitolata al pittore, paleontologo e geologo italiano Agostino Scilla nel 1976. Si trova nell'Oceanus Procellarum e ha una lunghezza di circa 108 km.